# Стеван Јоветић
Стеван Јоветић (Титоград, 2. новембар 1989) јесте црногорски фудбалер и репрезентативац који тренутно наступа за Омонију. Игра на позицији нападача.

## Биографија
Од 2003. године је играо у Партизану у који је стигао из Младости из Подгорице са 14 година. За Партизан је дебитовао у сезони 2005/06. против Вождовца код немачког тренера Јиргена Ребера. У сезони 2006/07. добија већу шансу, да би наредне, 2007/08, постао незаменљиви члан првог тима на месту нападача. Један је од најзаслужнијих за „дуплу круну” Партизана коју је Партизан освојио у сезони 2007/08, а то су му и једини трофеји с Партизаном, јер је већ у лето 2008. напустио Партизан и отишао у Фиорентину. Остаће упамћен по хет-трику против Зрињског, головима против Црвене звезде у купу и првенству али пре свега по огромном таленту који је још тада показао.

## Трофеји

### Партизан
- Првенство Србије (1) : 2007/08.[1]
- Куп Србије (1) : 2007/08.[1]

### Манчестер сити
- Премијер лига (1) : 2013/14.[2]
- Лига куп Енглеске (1) : 2013/14.

### Олимпијакос
- УЕФА Лига конференције (1) : 2023/24.[3]